# Médersa Kutlugmurad Inak
 (décembre 2023).
 (décembre 2023).
Médersa Kutlugmurad Inak est un monument architectural situé à Khiva (1804-1812) ; elle fait partie de l'Itchan Kala. La médersa a été construite par Kutlugmurad Inak, l'oncle d'Allakulikhan. Selon sa volonté, il a été enterré sous le sol du miyonsaroy (couloir).

## Description
En 1858, 95 étudiants étudiaient dans cette médersa. Ils étaient enseignés par 2 akhunds (enseignants). De plus, il y avait des postes de mutavwalli (directeur de la médersa), imam, muezzin (appel à la prière), gardien qui balayait, et barbier qui coupait les cheveux et la barbe des étudiants. Il y avait une grande place devant la médersa et des échoppes ainsi qu'un petit marché à proximité. Les étudiants qui terminaient leurs études à la médersa devaient passer un examen. Une « commission spéciale » était formée par le Khan pour cet examen. La commission comprenait parfois le Khan lui-même, dans la plupart des cas le prince héritier, le qazi-kalan de Khiva (juge en chef), le Qazi-orda (juge de la ville) et plusieurs autres érudits. Les étudiants qui réussissaient l'examen se voyaient attribuer des titres tels que mufti, a'lam, akhund, muqarrar (bibliothécaire de la médersa). Des poètes, des historiens, des calligraphes, des érudits et des intellectuels se sont épanouis parmi les étudiants ayant obtenu leur diplôme de cette médersa.
Le poète Karakalpak Berdakh et le poète Avaz Otar ont étudié dans cette médersa. Actuellement, une exposition des produits réalisés par des artisans est organisée dans la cour de la médersa.

## Architecture
La médersa Kutlugmurad Inak présente une disposition rectangulaire de 57x44 mètres, comprenant une mosquée et une salle de classe de 5x5 mètres, ainsi que des chambres de 3x3 mètres. Elle possède également une cour de 31,8x27,8 mètres et une citerne située entre la cour (d'un diamètre de 7,15 mètres). La médersa Kutlugmurad Inak est la première médersa à deux étages construite à Khiva. Elle est composée de deux étages, de trois arches ouvertes, et présente un style principal ouvert et majestueux, ce qui n'est pas typique des médersas de Khiva. Le bâtiment est construit en briques et en argile, et la fondation est séparée du mur par des poutres en bois (la citerne est en marbre). Le fronton est réalisé dans un style en forme de tête, avec trois arches de chaque côté. Les coins sont ornés de motifs rappelant des bouquets. On accède au mionsaray par une porte. Le mionsaray comprend trois pièces, avec une médersa et une salle de classe de chaque côté. Le dôme de la mosquée et de la salle de classe est relié par des arches en forme de bouclier. La mosquée d'été est couverte d'un petit dôme, tandis que les chambres sont couvertes d'un dôme voûté. Le dôme de la citerne est placé sur un socle cylindrique, et un passage circulaire (d'une hauteur de 1,65 mètre et d'une largeur de 0,6 mètre) avec une arche est aménagé sur le socle.
La médersa Kutlugmurad Inak est le seul monument de Khiva qui utilise des décorations en relief créées par la méthode d'impression ; la façade et le mionsaray sont décorés de ganch sculptés colorés, les arches sont remplies de muqarnas ; les fenêtres sont ornées de clôtures décoratives ; les portes sculptées sont un exemple rare d'art appliqué (les dates de construction sont inscrites entre les motifs). Un réservoir souterrain a été construit dans la cour de la médersa, à partir duquel toute la population d'Itchan Kala recevait de l'eau potable. Une mosquée d'été a également été construite sur le territoire de la médersa.
Kutlugmurad Inak a légué d'être enterré dans la médersa qu'il avait construite après sa mort. Selon les lois de cette époque, il était interdit d'amener un cadavre de l'extérieur de la ville vers l'intérieur de la ville. Afin d'enterrer Kutlugmurad Inak, le mur de la forteresse a été démoli devant la médersa. Ainsi, la route menant à la médersa a été ouverte, le cadavre a été transporté par cette route et enterré sous les portes de la médersa. Le mur du château a ensuite été réparé. Selon certaines suppositions, le défunt aurait pu être enterré dans la grotte située du côté gauche de la place devant la médersa.